# Ce n'est pas drôle
Pour plus de détails, voir Fiche technique et Distribution.
Ce n'est pas drôle (No Funny Business) est un film britannique réalisé par Victor Hanbury et John Stafford, sorti en 1933.

## Synopsis
Yvonne et Edward Lane sont mariés depuis longtemps et s'ennuient l'un avec l'autre. Ils voudraient divorcer mais il faudrait prouver l'infidélité du conjoint. Sans le savoir, chacun d'eux va engager un détective destiné à jouer le rôle de l'amant ou de la maîtresse. Or aucun de ces détectives ne sait pas à quoi ressemble la personne qu'il-elle doit rencontrer.

## Fiche technique
- Titre original : No Funny Business
- Titre français : Ce n'est pas drôle
- Réalisation : Victor Hanbury, John Stafford
- Scénario : Frank Vosper, Victor Hanbury (adaptation), d'après une histoire de Dorothy Hope
- Direction artistique : Duncan Sutherland
- Costumes : Victoire (robes)
- Photographie : Walter Blakeley
- Son : Cecil Thornton
- Montage : Edward B. Jarvis, Elmer J. McGovern
- Musique : Noel Gay
- Production : John Stafford
- Société de production : John Stafford Productions
- Société de distribution : United Artists Corporation
- Pays d'origine :  Royaume-Uni
- Langue originale : anglais
- Format : Noir et blanc  — 35 mm — 1,37:1 — son mono
- Genre : Comédie
- Durée : 76 minutes
- Dates de sortie : 
  - Royaume-Uni : 19 juin 1933

## Distribution
- Laurence Olivier : Clive Dering
- Jill Esmond : Anne Moore
- Edmond Breon : Edmond Kane
- Gibb McLaughlin : M. Florey
- Finlay Currie : M. Potterton
- Muriel Aked : Mme Fothergill
- Gertrude Lawrence : Yvonne Kane